# M-87 Orkan
M-87 Orkan – samobieżna wieloprowadnicowa wyrzutnia rakietowa, używana przez armię Jugosławii w latach 80. XX wieku. Konstrukcja posiadała 12 luf rakietowych zamontowanych na FAP-2832. Jej zasięg wynosił ok. 50 km. Powstało ich niewiele a ich produkcja została wstrzymana na początku lat 90. XX wieku. Armia serbska stworzyła na jej podstawie Orkana II. Jako najtańsze rozwiązanie uznano zamontowanie czterech 262 mm luf na ZiŁ-135.